# Gregg Mayles
Gregg Mayles (* 1971 in Coalville, Leicestershire, England, vollständiger Name Gregory Ashley Mayles) ist ein englischer Videospieldesigner und Creative Director des Videospielherstellers Rare. Er ist der Bruder des Videospieldesigners Steve Mayles.

## Karriere
Mayles arbeitet seit 1990 beim britischen Videospielhersteller Rare. Seine Karriere begann mit dem SNES-Spiel Donkey Kong Country, bei dem Mayles insbesondere beim Spiel-Design und beim Design der Figur Diddy Kong eingesetzt wurde. Bei dessen Nachfolger Donkey Kong Country 2: Diddy’s Kong Quest war Mayles als Producer tätig. Mayles war zudem maßgeblich an der Produktion der Banjo-Kazooie-Reihe beteiligt.
2007 übernahm er Rare von Tim und Chris Stamper und arbeitet dort seitdem neben Mark Betteridge als Creative Director. Heute ist Mayles einem breiten Publikum auch dafür bekannt, dass er online Hintergrundinformationen zu zurückliegenden Spielen veröffentlicht, wie das Konzeptbuch Donkey Kong And The Golden Bananas, welches ursprüngliche Ideen zu Donkey Kong Country zeigt und das im Jahr 2015 von Mayles via Twitter der Öffentlichkeit zugänglich gemacht wurde.

## Spiele mit seiner Beteiligung (Auswahl)
- Donkey Kong Country (Design)
- Donkey Kong Country 2: Diddy’s Kong Quest (Produktion)
- Donkey Kong Country 3: Dixie Kong’s Double Trouble! (Dank)
- Donkey Kong 64 (Support Team)
- Banjo-Kazooie (Produktion)
- Banjo-Tooie (Design)
- Banjo-Kazooie: Grunty’s Revenge (Dank)
- Banjo-Kazooie: Schraube Locker (Design)
- Perfect Dark Zero (Business)
- Kinect Sports (Design)
- Sea of Thieves (Design)